# Henry Zvi Lothane
Henry Zvi Lothane (Lublino, 1934) è uno psichiatra e psicoanalista statunitense.
Egli è attualmente Clinical Professor presso la Icahn School of Medicine di Mount Sinai, New York City, specializzato nell’area della psicoterapia e della psicoanalisi. È autore di più di ottanta lavori tra articoli accademici e recensioni riguardanti vari argomenti nell’ambito della psichiatria, della psicoanalisi e della storia della psicoterapia; è inoltre autore di un libro sul famoso caso Schreber, intitolato In Defense of Schreber. Soul Murder and Psychiatry (pubblicato in Germania con il titolo Seelenmord und Psychiatrie Zur Rehabilitierung Schrebers), nel quale Lothane prende in esame la vita e il lavoro di Daniel Paul Schreber connettendolo al background psichiatrico e psicoanalitico del XIX e XX secolo.

## Vita e opere
Lothane nasce nel 1934 a Lublino, in Polonia, da una famiglia ebrea. Con la spartizione della Polonia tra tedeschi e sovietici nel 1939, la sua famiglia fugge verso l’est della Polonia, allora sotto il controllo della Russia, vivendo lì dal 1939 al 1941. Poco prima dell'invasione russa della Germania, nel 1941, il padre di Lothane sceglie di emigrare in Russia salvando così la famiglia dallo sterminio. Nel 1946 la famiglia di Lothane tornerà nuovamente a Lublino, città dove egli frequenterà la Scuola Elementare. Successivamente frequenterà la Scuola Superiore a Lodz fino al 1950, anno in cui la famiglia emigrerà in Israele. Lothane si diplomerà in Israele, presso la Ohel Shem High School di Ramat Gan. Avendo dimostrato di possedere un dono naturale per le lingue straniere, durante il suo Servizio Militare presso le Forze di Difesa Israeliane Lothane lavorerà tra l’altro come traduttore militare. Dopo il congedo Lothane studierà presso la Hebrew University, Hadassah Medical School di Gerusalemme laureandosi come Medico nel 1960. Dopo aver completato il suo tirocinio presso l’Ospedale Beilinson di Petach Tikwa nel 1962, Lothane inizia quindi il suo internato presso l’Ospedale Psichiatrico Talbieh, Gerusalemme, guidato dallo psichiatra e psicoanalista Prof. Heinrich Winnick. Nel 1963 emigrerà poi negli Stati Uniti con sua moglie e la figlia, completando la sua formazione psichiatrica presso lo Strong Memorial Hospital, Rochester NY, sotto la guida del Prof. John Romano. Lothane è stato Capo Unità presso l’Hillside Psychiatric Hospital di New York dal 1963 al 1969. Dal 1966 al 1972 Lothane ha invece studiato psicoanalisi presso il New York Psychoanalytic Institute di New York City.
Sin dal 1969 Lothane è stato uno dei membri della facoltà presso la Icahn School of Medicine di Mount Sinai, New York City, dove è stato insignito del ruolo di Clinical Professor di Psichiatria. Nella pratica privata Lothane lavora come psichiatra, psicoterapeuta e psicoanalista.
Dal 1994 Lothane ha lavorato per il consolato tedesco a New York in veste di esperto di psichiatria, valutando le richieste di risarcimento avanzate dai sopravvissuti all’Olocausto, compresi quelli di Auschwitz. Lothane è membro onorario dell’American Psychiatric Association, membro dell’American Psychoanalytical Association così come dell’International Psychoanalytical Association. Egli è stato anche Presidente dell’American Society of Psychoanalytic Physicians.
Gli scritti di Lothane abbracciano una moltitudine di temi inerenti alla psichiatria, la psicoanalisi e la psicoterapia. Tra le aree maggiormente esplorate dall’autore (1) la storia della psicoanalisi (inclusi alcuni studi su Sigmund Freud, Carl G. Jung, Daniel Paul Schreber, Sabina Spielrein e la psicoanalisi durante il Nazismo); (2) la metodologia, la tecnica clinica e la psicoanalisi contemporanea; (3) l’amore e il sesso; e (4) la “dramatology”, una tecnica e un approccio al lavoro clinico che Lothane stesso ha sviluppato. In molti casi gli scritti di Lothane abbracciano più d’uno di questi temi contemporaneamente. Ad esempio, molto spesso Lothane attinge alle proprie ricerche storiografiche al fine di correggere fraintendimenti e incomprensioni all’interno delle odierne discussioni su Freud e sulla tecnica psicoanalitica.

## Il caso Schreber
Daniel Paul Schreber è stato un giurista tedesco, il quale nella sua vita venne ricoverato per tre volte (1884, 1893, e 1907) in ospedali psichiatrici. Il secondo episodio, durante il quale venne dichiarato legalmente “malato di mente”, divenne la storia di un libro pubblicato nel 1903, Denkwürdigkeiten eines Nervenkranken, tradotto in italiano nel 1974 e intitolato Memorie di un malato di nervi. Sorprendentemente, tanto la traduzione inglese quanto quella italiana hanno omesso il sottotitolo “In quale circostanza una persona ritenuta malata di mente può essere trattenuta in un Istituto Psichiatrico contro la propria volontà?” lasciando perciò fuori dal titolo quello che probabilmente è il punto centrale del libro, ossia ciò che Schreber indagò al fine di riottenere la sua libertà. Grazie alla pionieristica analisi del libro di Schreber proposta da Freud nel 1911, il “caso Schreber” diventerà un caposaldo della letteratura psicoanalitica, uno di quei casi che sottolinea e avvalora la tesi freudiana secondo la quale il secondo episodio di malattia mentale accusato da Schreber, soprattutto ciò che lui stesso chiamò “paranoia”, fu causato da desideri omosessuali passivi nei confronti del suo primo psichiatra, Paul Flechsig.
Il caso Schreber tornerà nuovamente in voga nel 1959 con la pubblicazione dell’articolo dello psicoanalista americano W.G. Niederland “Schreber: father and son [Schreber: padre e figlio]”. Niederland ha magnificamente argomentato la tesi secondo la quale Schreber venne abusato da suo padre Moritz_Schreber Moritz quando era ragazzo, subendo pratiche di educazione crudeli e l’utilizzo di terribili apparecchi ortopedici, testimonianze delle quali – in accordo con Niederland – lo stesso Schreber fa menzione nel Capitolo XI del suo libro. Morton Schatzman sostenne essenzialmente la stessa tesi di Niederland nel suo bestseller del 1973 La famiglia che uccide. Per converso, la biografia del 1989 sulla famiglia Schreber a opera di Han Israels sostiene invece che la figura di Moritz Schreber sia stata ingiustamente demonizzata nella letteratura. Nello stesso anno apparve il primo articolo di Lothane su Schreber, un lavoro incentrato sulla documentazione nota riguardante la relazione tra Schreber e i propri dottori. La ricerca di Lothane consistette in una revisione sostanziale della biografia e l’interpretazione della vita e del lavoro di Paul Schreber (ciò perché in parte basata su nuove ricerche storiche e di archivio), focalizzandosi in particolare sulle lacune storiche lasciate da Freud e Niederland. Per esempio, gli studi di Freud mancano totalmente di menzionare la madre di Schreber o sua moglie, salvo nel tentativo di Freud di speculare sul ruolo della moglie nel proteggere Schreber dall’essere attratto dagli uomini intorno a lui. Allo stesso modo anche Niederland dice poco al riguardo della madre e della moglie di Schreber, nonostante ci si possa aspettare che entrambe rappresentassero per Schreber delle dramatis personae immancabili nel suo life-drama, soprattutto da un punto di vista psicoanalitico. Se da un lato le opere di Freud e Niederland specularono sulle fantasie di Schreber riguardo a Flechsig, dall’altro non sembrano aver compiuto molti sforzi per indagare i rapporti effettivi tra i due, tutto materiale registrato in diversi archivi. Le ricerche su Schreber condotte da Lothane, incluso il libro-studio longitudinale In Defense of Schreber e circa altri trenta lavori – tra articoli e revisioni – pubblicati tra il 1989 e il 2014, hanno condotto a nuove informazioni e parimenti a nuove analisi allora sconosciute a Freud, Niederland e agli altri ricercatori. Nuove informazioni non solo riguardanti Schreber in sé ma anche a proposito delle figure più importanti nella sua vita. Forse l’elemento più originale nell’approccio di Lothane è proprio il rispetto che mostra per la persona di Schreber, da lui considerato sia come un abile e autentico pensatore sia come un maestro che ha offerto un’importante lezione a tutti gli psichiatri e a tutti gli psicoanalisti.
In Defense of Schreber  ha favorito la produzione di circa quaranta revisioni, oscillanti da molto positive a molto negative. Per esempio, lo psichiatra Richard Chessick parla positivamente del libro come una correzione a “innumerevoli errori storici”: Lothane, nella sua meticolosa revisione storica, fornisce una maggiore comprensione dello stato della psichiatria a quei tempi e una più profonda conoscenza di ciò che Schreber dovette sopportare da sua moglie e dalle varie figure autoritarie incontrate nella sua vita. Altri furono invece più critici nei confronti del suo lavoro, come ad esempio Gerd Busse al riguardo della versione del suo libro del 1992 o Ernst Falzeder nei confronti dell’edizione riveduta del 2004. Alcune delle interpretazioni maturate sul caso Schreber, uniche di Lothane, sono apparse nel film del 2011 Shock Head Soul, un film sul caso Schreber.

## Sabina Spielrein
Sabina Spielrein è stata un medico e una psicoanalista di origini russe-ebraiche, la seconda donna a unirsi al circolo di Freud a Vienna. Nel 1904, all'età di 19 anni, andò in Svizzera a studiare presso l'Università di Zurigo. Poco dopo il suo arrivo, la Spielrein ebbe un crollo nervoso e venne ricoverata presso l'Ospedale Psichiatrico di Burghölzli come paziente dell'allora Direttore Eugen Bleuler e del suo secondo, l'allora ventinovenne C.G. Jung. La Spielrein diverrà una paziente unica, parteciperà agli esperimenti di Jung e Franz Riklin sulle associazioni verbali e verrà accettata come studentessa di Medicina presso l'Università di Medicina di Zurigo dove, nel 1911, otterrà il titolo di medico scrivendo – come tesi di laurea – il primo studio psicoanalitico di un caso di schizofrenia. Dopo anni di pratica come psicoanalista in Europa, nel 1923 Sabina Spielrein tornò nell'Unione Sovietica dove insegnò Psicoanalisi e trattò sia con pazienti adulti che con bambini, ciò finché la psicoanalisi non venne bandita da Stalin. Dopo l'invasione tedesca del 1942, venne uccisa e seppellita in una fossa comune insieme alle sue due figlie. Gli scritti della Spielrein furono raccolti e pubblicati in Germania, e tra questi l'articolo più famoso – riguardante la distruzione come causa della nascita – ispirò la teoria di Freud sulla pulsione di morte.
Nel 1906 Jung informò Freud di stare seguendo una studentessa, lasciata da lui anonima: un caso difficile, che stava diventando ancora più complicato nel 1909 a causa di un evento drammatico. Tale vicenda venne tenuta nascosta fino al 1980, anno in cui l'analista jungiano Aldo Carotenuto pubblicò il suo libro Diario di una segreta simmetria. Sabina Spielrein tra Jung e Freud, libro basato sul diario e sulle lettere in tedesco della Spielrein scambiate con Jung e con Freud. Come risultato di questo libro, si fece spazio l’idea che la Spielrein – come paziente – e Jung – come suo psichiatra – avessero avuto una relazione sessuale. Ciò avrebbe senz’altro rappresentato una cattiva condotta professionale da parte di Jung oltre che un possibile scandalo e una sostanziale disgrazia, dal momento che Jung sospettava che la Spielrein avesse diffuso voci su di lui. Questa vicenda mostra inoltre come Jung e Freud si siano alleati per insabbiare il presunto scandalo.
Nel 1999 Lothane richiamerà l'attenzione su alcune fonti “di prima mano” fino ad allora sconosciute agli autori, come ad esempio il diario della Spielrein in lingua russa e le lettere che ella scrisse a sua madre (che Lothane tradusse in lingua inglese). Questi dettagli fino ad allora ignoti hanno aiutato a tratteggiare meglio tanto la figura della Spielrein come studentessa quanto quella di Jung come suo insegnante alla scuola di medicina. L’analisi delle lettere condotta da Lothane affermava che Jung mentì a Freud dicendo che Sabina Spielrein fosse ancora una paziente dal 1906 in poi. Fu proprio la stessa Spielrein a informare Freud che il trattamento fosse terminato nel 1905 e Jung confermò ciò dicendo di averla “trattata” gratuitamente. Se in alcune sue lettere a Freud Jung menzionò problemi nel suo matrimonio e tentazioni di adulterio che lo assalivano, egli mantenne tuttavia la charade del trattamento per coprire quali fossero i veri problemi; e Freud scelse di non commentarli. Inoltre, spiega Lothane, la stessa Spielrein parrebbe risolvere l’enigma del suo rapporto con Jung in una lettera a sua madre, definendo la sua amicizia eroticamente colorata con Jung “poesia”: “Finora siamo rimasti al livello della poesia, che non è pericoloso, e resteremo a questo livello...” Se intrapresero una “pericolosa” relazione sessuale, andando al di là delle tentazioni, è un dato di fatto noto solo a loro; le prove in nostro possesso, afferma Lothane, non confermerebbero tale versione della storia.
In diversi articoli, Lothane critica la produzione letteraria conseguente al libro di Carotenuto il quale prende come assunto di base la cattiva condotta professionale a sfondo sessuale adottata da Jung e il tentato insabbiamento di un sicuro scandalo pubblico. Lothane sostiene invece che anche se Jung e Spielrein avessero avuto una relazione intima nelle vesti di professore e studentessa universitaria, una simile situazione sarebbe comunque cosa molto diversa dalla cattiva condotta psichiatrica e non costituirebbe, ad esempio, motivo sufficiente per reclamare i danni. Le interazioni tra Spielrein e Jung, afferma Lothane, erano tanto drammatiche quanto, talvolta, melodrammatiche, ispirate dal motivo del Liebestod di Wagner, anche se le prove suggeriscono che per i due tutto ciò fosse metaforico: tali umori stimolavano idee creative in entrambi e una reminiscenza nostalgica per Spielrein. Ella infatti avrebbe voluto sposare Jung ed essere la madre di loro figlio, che avrebbe chiamato Siegfried. Per Jung rimase una musa, non un’amante. Sesso o non sesso, il loro legame è stato di sostegno reciproco, amicizia e “amore scritto in chiare lettere” (vedi sotto). Lothane sottolinea che in inglese c'è una differenza tra l'amore e il piacere, ma “in altre lingue ‘amore’ può riferirsi sia (1) all’amore scritto in chiare lettere, chiamato agape, caritas, philia, sympatheia, sia (2) alla lussuria, ad esempio la libido; così il termine 'amore' riveste il significato tanto di desiderio sessuale e di piacere sessuale quanto di attaccamento”.

## Psicologia dell’amore e del sesso
A partire dal 1982, Lothane ha pubblicato una serie di articoli su ciò che ha definito “amore scritto in chiare lettere”: ad esempio, l’amore come sentimento, un’emozione e un’attività, e quindi come fondamento dei rapporti interpersonali tanto nelle coppie quanto tra le persone nelle relazioni sociali e nei contesti più ampi. Per Lothane, l’amore e il suo opposto l’odio – manifestandosi come aggressività nel parlare e nella violenza negli atti – non sono semplicemente sentimenti ma rappresentano anche le azioni, i comportamenti e le condotte più importanti nelle relazioni interpersonali. Secondo l’autore, l’amore è stato un argomento trascurato e poco compreso negli scritti psichiatrici e psicoanalitici.
Quest’ottica ha portato quindi Lothane a evidenziare una significativa variazione nell’ottica di Freud: (1) da una parte, empiricamente, a partire dal 1890, dapprima nelle sue pratiche di suggestione e poi come psicoterapeuta Freud riconobbe il ruolo dell’amore interpersonale; (2) dall’altra, teoricamente, in Tre saggi sulla teoria sessuale del 1905 Freud ridusse l’amore alla libido, postulando che l’amicizia e l’amore sono derivati dell’istinto sessuale. È a seguito di quest’ultima teoria che Freud è stato tacciato da un folto numero di critici di mancare di un approccio interpersonale (si pensi alla psicoanalisi relazionale). Lothane sosterrà invece la tesi opposta, trovando che vi sia un “Freud interpersonale” che è rimasto in gran parte sconosciuto nella tradizione psicoanalitica. Mentre secondo Lothane Freud è per alcuni suoi tratti “monadico”, cioè concentrato sulle esperienze intrapersonali del paziente e sui suoi stati interni, nel suo metodo psicoanalitico egli è invece costantemente “diadico”, vale a dire interpersonale.
Nel 1892 Freud scrisse un saggio di psicoterapia (pubblicato nel 1905) in cui l’amore veniva discusso come componente del trattamento. Nel 1893-1895, nel suo epocale Studi sull’isteria, l’amore continua ad avere un ruolo nel trattamento così come nel suo secondo lavoro epocale L'interpretazione dei sogni. Lothane in più occasioni ha discusso ed elaborato gli approcci interpersonali di Freud ai disturbi traumatici, il ruolo dello humor nella psicoterapia e il metodo e la tecnica della libera associazione. In questi articoli l’autore ha preferito l’uso del termine “interpersonale” – come concettualizzato da Harry Stack Sullivan – in contrasto con il termine “relazionale” perché, secondo Lothane, si possono avere rapporti non solo con persone, ma con oggetti e animali; quindi “relazioni interpersonali” non è una ridondanza ma una modifica operativa.
Come afferma Lothane è stato Sándor Ferenczi che più di chiunque altro tra le principali figure della tradizione psicoanalitica ha contribuito a indagare l’amore nella sua ampiezza e nel suo significato per la psicoanalisi. Per quanto riguarda l’ampiezza del concetto, Ferenczi ha capito che “amore” connota un numero infinito di sentimenti positivi – come l’empatia, la simpatia e i processi interpersonali emotivamente positivi – i quali a loro volta sono fondamentali per la pratica analitica; tali sentimenti risultano essere così essenziali per il processo analitico poiché sono a loro volta essenziali nella vita umana e in generale nelle condotte sociali. Per ciò che concerne invece il significato dato all’amore, Lothane concorda in linea di principio (1) con l’idea di Ferenczi che l’amore e la tenerezza corporea comprendono la sessualità ma non sono riducibili solo a essa; (2) con Michael Balint, il più illustre allievo di Ferenczi, che sottolinea il filo conduttore che lega l’amore e la tecnica psicoanalitica affermando che l’amore, o l’amore primario (parafrasando Balint), è il lievito necessario, il vero motore del processo terapeutico che rende possibile l’esplorazione delle frustrazioni e dei conflitti sottostanti e il loro eventuale superamento.

## Metodologia di psicoanalisi interpersonale
A partire dal 1982 e per tutta la sua carriera Lothane ha pubblicato numerosi studi sul metodo clinico in psichiatria e in psicoanalisi. Per esempio, nel 1982, Lothane si schierò contro la definizione delle allucinazioni e delle delusioni come disturbi della percezione piuttosto che come fenomeni associati al sogno, alla fantasia e al fantasticare (come Eugen Bleuler ha sostenuto contro Emil Kraepelin e Karl Jaspers). Gran parte del lavoro metodologico di Lothane mira a chiarire la natura dell’associazione libera e la sua importanza nella psicoanalisi clinica. Fin dall’inizio Lothane ha utilizzato concetti e tecniche afferenti a due dei seguaci diretti di Freud: l’“ascolto con il terzo orecchio” di Theodor Reik e lo “strumento analizzante” di Otto Isakower, che Lothane ha rinominato “associazione libera reciproca” al fine di sottolineare il suo status operativo piuttosto che metaforico. Continuando l’opera dei suoi predecessori, riferendosi alla libera associazione come “reciproca” Lothane cerca di sottolineare che: (1) non è solo il paziente ma anche l’analista che associa liberamente nella situazione clinica; (2) esiste una dinamica interpersonale tra paziente e analista, cosicché il materiale che emerge dalle associazioni dell’uno evoca a sua volta associazioni nell’altro e viceversa, in un processo di interscambio reciproco e interpersonale. Questa idea risale al capitolo di Freud del 1895 sulla psicoterapia dell’isteria, ai suoi casi in Studi sull’isteria e la sua definizione per il paziente ne L’interpretazione dei sogni. Freud integra queste idee per pazienti e dottori nei suoi articoli sulla tecnica del 1912-1915. Alcune analogie con le idee di Lothane possono essere riscontrate nell’opera dello psicoanalista Mark Blechner, nel concetto di “terzo analitico” dello psicoanalista Thomas Ogden e nella nozione di “associative dreaming” del junghiano August Cwik, sebbene il concetto di Lothane sembri sottolineare la dinamica tra i partecipanti più di quelli di Ogden o Cwik.
Lothane mantiene le radici delle sue teorie di riferimento in Freud e nella tradizione psicoanalitica classica sottolineando contemporaneamente il carattere interpersonale tanto della vita quanto della situazione clinica, a differenza di molti psicoanalisti relazionali contemporanei. Questo perché Lothane ravvisa molti più elementi interpersonali nella tradizione psicoanalitica classica di quanti gli psicoanalisti relazionali tendano a vedere; a tal proposito Lothane sostiene che i teorici di psicoanalisi relazionale contemporanea tendano a trascurare le dimensioni espressamente interpersonali di Freud. Dalla sua prospettiva interpersonale sono sia il linguaggio sia l’atto di parlare, nonché l’amore e le azioni a esso legate, che costituirebbero i fenomeni generali nei drammi della vita, del disordine; così come della terapia. La considerazione di questi fattori in quest’ottica porterà Lothane a sviluppare il suo concetto di “Dramatology”.

## Dramatology
Lothane ha introdotto la nozione di “dramatology” come un modo per concettualizzare e illustrare sia l’interazione umana in generale sia la natura dell’interazione terapeutica in particolare. “Dramatology”, un termine non ancora presente nei dizionari standard, è diverso dalla drammaturgia, dall’arte della composizione drammatica e dalla sua rappresentazione sul palco o nel film. Dramatology condivide obiettivi e valori con la teoria del drammatismo proposto dal critico letterario Kenneth Burke; tuttavia la dramatology si differenzia dal drammatismo in quanto rappresenta un nuovo paradigma per la psicoterapia in particolare e per l’interazione umana in generale. Lothane ha coniato il termine “dramatology” come contrasto e complemento al già esistente termine “narratologia”, cioè la concettualizzazione dello studio delle interazioni umane in termini di narrazioni o tendenze della narrativa.
Il dramma è un evento che si verifica “qui e ora”, mentre i racconti sono invece creati dopo gli eventi e sempre in qualche misura per sopperire a esigenze personali, storiche, culturali o politiche dei narratori in questione. Lothane osserva che, tradizionalmente, il mondo psicoanalitico ha sempre letto il materiale riportato dal paziente principalmente nell’ottica di narrazioni di un passato ricordato e comunicato al terapeuta. Viceversa Lothane sostiene che, mentre le storie riguardano il passato, l’atto di raccontare la storia al terapeuta è un evento nel qui e ora, quindi una comunicazione nuova e attuale, ascoltata dal terapeuta come qualunque altra conversazione. Quando poi l’ascolto viene aumentato dalla libera associazione reciproca, il processo comprenderà non più il solo contenuto cosciente ma anche le sue connessioni e le ramificazioni inconsce per produrre un ricordo del passato che è ora più completo e interiorizzato. Il processo di libera associazione è quindi legato alla funzione dell’immaginazione come processo che si basa sulla nascita spontanea di immagini mentali, svolgendo inoltre un ruolo essenziale anche nella comunicazione. Traducendo le parole di Lothane, “propongo il termine ‘dramatology’ [...] come un paradigma che si riferisce (1) alla drammatizzazione nel pensiero: immagini e scene vissute nei sogni e nelle fantasie, e (2) alla drammatizzazione nell’atto: nei dialoghi, nelle comunicazioni non verbali come le espressioni facciali e i gesti tra le dramatis personae  coinvolte nelle trame di amore e odio, di fedeltà e tradimento, di ambizione e fallimento, di trionfo e sconfitta, di paura e panico, di disperazione e speranza”. Lothane si riferisce a ciò definendolo “azione del linguaggio (language action)” piuttosto che “linguaggio-azione (action language), come Bromberg sottolinea in un articolo sulla tecnica nell’analisi relazionale.
Pertanto la dramatology completa la narratologia. Il paziente e il terapeuta si alternano nel loro ruolo di altoparlante e ascoltatore e nei processi di libera associazione reciproca, evocando reciprocamente immagini che si fondono in atti di interpretazione e di confronto, che a loro volta creano l’insight. Nella vita reale, la persona che chiede aiuto a uno psichiatra o a uno psicoanalista si presenta come un individuo unico nell’aspetto fisico, nell’abbigliamento, nell’estrazione sociale e nell’identità culturale, e che comunica in uno stile individuale attraverso parole ed emozioni, tono di voce, postura e mimica facciale, gestualità e altro ancora. La storia che la persona racconterà, diversamente da una storia scritta, è in sé l’inizio di un percorso relazionale drammatico. Se tutti i comportamenti della persona verranno tradotti dallo psichiatra in sintomi, sindromi e meccanismi, e di qui modellati in diagnosi (ad esempio di orientamento kraepeliniano o jaspersiano), il risultato sarà che l’unicità dell’individuo andrà perduta nel processo di astrazione e generalizzazione. Lo psicoanalista, oltre a ciò, potrebbe considerare i comportamenti individuali della persona come risultato della dinamica di transfert, anziché focalizzarsi sullo svolgimento di un dramma personale e interpersonale.
Seppure la terapia del dramma interpersonale, ispirata dalla dramatology, rispetti l’importanza delle diagnosi e delle formule dinamiche interpretative in ambito scientifico e altrove, si sforza di creare un contatto con la realtà vivente della persona nell’incontro terapeutico al di là delle etichette diagnostiche e di interpretazioni manualistiche, utilizzando invece l’osservazione partecipante (Harry Stack Sullivan), l’empatia, la libera associazione reciproca e il confronto come alcuni dei suoi strumenti fondamentali. Nel processo di terapia del dramma interpersonale i cosiddetti sintomi del disturbo sono riportati allo stadio di eventi nella storia di vita del paziente, storia di vita della quale questi sintomi sono le forme manifeste che ne derivano.
Nel 2011 Duncan Reyburn definì la dramatology, in connessione con la filosofia di G.K. Chesterton, come un approccio ermeneutico “drammaturgico” radicato in una “comprensione drammatica della natura dell’essere”.

## Psicologia della massa e Nazismo
Freud ha fatto storia con il suo saggio del 1921 sulla psicologia delle masse (perso nella traduzione inglese come psicologia del gruppo) evidenziando le dinamiche interpersonali tra un leader e le masse da lui guidate. Seguendo le riflessioni di Le Bon (l’individuo che fa parte di una folla acquisisce un sentimento di potere invincibile, il sentimento della responsabilità scompare interamente come per contagio, è una creatura che agisce per istinto “con la spontaneità, la violenza, la ferocia e anche gli entusiasmi e gli eroismi degli esseri primitivi”), Freud ha aggiunto che nel gruppo l’individuo darebbe sfogo ai propri impulsi inconsci, a tutto ciò che nella mente umana è male, una scomparsa della coscienza, e che “le relazioni d’amore [o, per usare un’espressione più neutra, nei legami emotivi] costituiscono anche l’essenza della psiche collettiva” (Freud 1921, p. 282); il capo – “Cristo, il comandante in capo” (Freud 1921, p. 285) – ama tutti con egual amore come un fratello maggiore, come un loro padre sostitutivo, così da evocare la somiglianza con la famiglia: “il singolo rinuncia all’ideale dell’Io e lo sostituisce con l’ideale collettivo incarnato dal capo” (Freud 1921, p. 316).
La maggior parte delle analisi condotte sul fenomeno del Nazismo ha riguardato principalmente la persona, il carattere e la biografia di Adolf Hitler, e solo in misura limitata il carattere delle masse che lo seguivano e lo appoggiavano o l’interazione tra Hitler e le masse. Al contrario, Lothane ha studiato la psicologia di massa nel Nazismo, collegando idee da Freud a Psicologia di massa del fascismo del 1933 di Wilhelm Reich al fine di fare luce sull’ascesa della tirannia nazista, sulla persecuzione dei medici ebrei tedeschi, degli psichiatri e degli psicoanalisti e sull’Olocausto. Lothane ha anche sottolineato l’applicabilità della sua analisi del Nazismo nel comprendere la recente crescita di fondamentalismi religiosi violenti e militanti.

## Progetti attuali
Lothane sta attualmente lavorando al progetto di un libro-studio longitudinale su Sabina Spielrein.

## Riconoscimenti
- 1991: “Certificato di Eccellenza ‘Nancy Roeske’” per l’insegnamento agli studenti di Medicina, da parte dell'American Psychiatric Association.
- 1993: “Authors’ Recognition Award” da parte del Postgraduate Center for Mental Health, per la pubblicazione del libro In Defense of Schreber. Soul Murder and Psychiatry, 1992.
- 1995-98: Presidente dell’American Society of Psychoanalytic Physicians.
- 2001: Membro onorario dell’American Psychiatric Association.
- 2011: Premio Thomas S. Szasz per il suo notevole contributo alla causa delle libertà civili.

È inoltre stato Presidente della Union of Concerned Psychoanalysts and Psychotherapists. È membro dell’International Psychoanalytical Association (IPA) e Membro Onorario della Polish Psychiatric Association.
Negli anni 1985-2004 è stato Direttore Scientifico per la rivista Psychoanalytic Review; dal 2005 fa parte dell’Editorial Board del Journal of Social Distress and the Homeless, dal 2000 di quello dell’International Forum of Psychoanalysis; dal 2005 inoltre è Corresponding Editor dell’European Journal of Psychoanalysis.

## Opere
Libri
- Lothane, Z. (1992). In Defense of Schreber. Soul Murder and Psychiatry [In difesa di Schreber. Omicidio dell’anima e Psichiatria]. Hillsdale, NJ/London: The Analytic Press.
- Lothane, Z. (2004). Seelenmord und Psychiatrie Zur Rehabilitierung Schrebers. Giessen: Psychosozial-Verlag. (2ª edizione de In Defense of Schreber, 1992).

Articoli
- Lothane, Z. (1982). Dialogues are for dyads [I dialoghi sono per le diadi]. Issues in ego psychology, 8: 19-24.
- Lothane, Z. (1982). The psychopathology of hallucinations— A methodological analysis [La psicopatologia delle allucinazioni: un’analisi metodologica]. British Journal of Medical Psychology, 55: 335-348.
- Lothane, Z. (1989). Freud, Flechsig and Weber revisited: An inquiry into methods of interpretation [Freud, Flechsig e Weber rivisitati: un’indagine sui metodi di interpretazione]. Psychoanalytic Review, 79: 203-262.
- Lothane, Z. (1997a). Omnipotence, or the delusional aspect of ideology, in relation to love, power, and group dynamics [Onnipotenza, o l’aspetto delirante dell’ideologia, in relazione all’amore, alla potenza e alle dinamiche di gruppo]. American Journal of Psychoanalysis, 57: 25-46.
- Lothane, Z. (1997b). Freud and the interpersonal [Freud e l’interperonale]. International Forum of Psychoanalysis, 6: 175-184.
- Lothane, Z. (1998). The feud between Freud and Ferenczi over love [La faida tra Freud e Ferenczi sull’amore]. American Journal of Psychoanalysis, 58: 21-39.
- Lothane, Z. (1999). Tender love and transference: Unpublished letters of C.G. Jung and Sabina Spielrein [Tenero amore e transfert: lettere inedite tra C.G. Jung e Sabina Spielrein. Studi Jughiani, 6(2): 97-121, 2000]. International Journal of Psychoanalysis, 80(6):1189-1204 (pubblicato inoltre in tedesco, polacco e russo).
- Lothane, Z. (2001). The deal with the devil to “save” psychoanalysis in Nazi Germany [Il patto col diavolo per “salvare” la psicoanalisi nella Germania nazista]. In Z. Lothane (Ed.): Special Issue “Psychiatry, Psychotherapy, and Psychoanalysis in the Third Reich” [Numero speciale “Psichiatria, psicoterapia e psicoanalisi nel Terzo Reich”]. Psychoanalytic Review, 88(2): 195-224.
- Lothane, Z. (2003a). Power politics and psychoanalysis—an introduction [Politica del potere e psicoanalisi: un’introduzione.]. In Z. Lothane (Ed.): Special Issue 2-3 “Psychoanalysis and the Third Reich” [Numero speciale 2-3 “La psicoanalisi e il Terzo Reich”]. International Forum of Psychoanalysis, 18: 85-97.
- Lothane, Z. (2003b). What did Freud say about persons and relations? [Cosa ha detto Freud al a proposito delle persone e delle relazioni?]. Psychoanalytic Psychology, 20: 609-617.
- Lothane, Z. (2006). Mass psychology of the led and the leaders: masses and mobs, democracy and demagogues. Or how prejudice of the leader becomes mass paranoia [Psicologia di massa dei “led” e dei “leaders”: masse e folle, democrazia e demagoghi. O come il pregiudizio del leader diventi paranoia di massa]. International Forum of Psychoanalysis, 15(3): 183-192.
- Lothane, Z. (2007a). The power of the spoken word in life, psychiatry and psychoanalysis – a contribution to interpersonal psychoanalysis [Il potere della parola parlata nella vita, nella psichiatria e nella psicoanalisi: un contributo alla psicoanalisi interpersonale]. American Journal of Psychoanalysis, 67: 260-274.
- Lothane, Z. (2007b). The snares of seduction in life and in therapy, or what do young [Jewish] girls (Spielrein) seek in their Aryan heroes (Jung), and vice versa? [Le insidie della seduzione nella vita e nella terapia, o che cosa cercano le giovani ragazze [ebree] (Spielrein) nei loro eroi ariani (Jung), e viceversa?] International Forum of Psychoanalysis, 16: 12-27, 81-94.
- Lothane, Z. (2007c). Imagination as reciprocal process and its role in the psychoanalytic situation [L’immaginazione come processo reciproco e il suo ruolo nella situazione analitica]. International Forum of Psychoanalysis, 16: 152-163.
- Lothane, Z. (2008). The uses of humor in life, neurosis, and in psychotherapy [Il senso dello humor nella vita, nelle nevrosi e in psicoterapia]. International Forum of Psychoanalysis, 17:180-188, 232-239.
- Lothane, Z. (2009). Dramatology in life, disorder, and psychoanalytic therapy: A further contribution to interpersonal psychoanalysis [La “dramatology” nella vita, nei disturbi e nella terapia psicoanalitica: un ulteriore contributo alla psicoanalisi interpersonale]. International Forum of Psychoanalysis, 18(3): 135-148.
- Lothane Z (2010a). The analysand and analyst practicing reciprocal free association – defenders and deniers [L’analizzando e l’analista che praticano la libera associazione reciproca: difensori e negatori]. International Forum of Psychoanalysis, 19: 155-164.
- Lothane, Z. (2010b). Sándor Ferenczi, the dramatologist of love [Sándor Ferenczi, il dramatologo dell’amore.]. Psychoanalytic Perspectives, 7(1): 165-182.
- Lothane, Z. (2011a). Dramatology vs. narratology: A new synthesis for psychiatry, psychoanalysis, and interpersonal drama therapy (IDT) [Dramatology vs narratologia: una nuova sintesi per la psichiatria, la psicoanalisi e la terapia del dramma interpersonale]. Archives of Psychiatry and Psychotherapy, 4: 29-43.
- Lothane, Z. (2011b). The teachings of honorary professor of psychiatry Daniel Paul Schreber, J.D., to psychiatrists and psychoanalysts, or dramatology’s challenge to psychiatry and psychoanalysis [Gli insegnamenti del professore onorario di psichiatria Daniel Paul Schreber, J.D., a psichiatri e psicoanalisti, o la sfida della dramatology alla psichiatria e alla psicoanalisi]. Psychoanalytic Review, 98(6): 775-815.
- Lothane, Z. (2012). Review of “Sigmund Freud/Martha Bernays: Die Brautbriefe”. The Psychoanalytic Quarterly, 81(3): 806-810.
- Lothane, Z. (2014). Emotional reality: A further contribution to dramatology [La realtà emotiva: un ulteriore contributo alla dramatology].

http://www.tandfonline.com/action/showCitFormats?doi=10.1080/0803706X.2014.953996.
- Lothane, Z. (2015a). Review of John Launer’s “Sex vs. Survival: The Life and Ideas of Sabina Spielrein” [Review del libro di John Launer “Sesso vs. sopravvivenza: la vita e le idée di Sabina Spielrein”]. Journal of the American Psychoanalytic Association, 63: 1058-1068.
- Lothane, Z. (2015b). Tender love and transference: unpublished letters of C.G. Jung and Sabina Spielrein [Tenero amore e transfert: lettere inedite tra C.G. Jung e Sabina Spielrein]. In C. Covington & B. Wharton (Eds), Sabina Spielrein Forgotten Pioneer of Psychoanalysis. 2nd Edition [Sabina Spielrein, un dimenticato pioniere della psicoanalisi. 2ª edizione.]. London/New York: Routledge, pp. 126–157.
- Lothane, Z. (2015c). Wilhelm Reich revisited: Die Rolle der Ideologie in der Charakteranalyse des Individuums versus in der Charakteranalyse der Massen [Wilhelm Reich rivisitato: il ruolo dell’ideologia nell’analisi del carattere dell’individuo contro l’analisi del carattere delle masse]. In: texte. psychoanalyse. ästhetik. kulturkritik. Linz: Passagen Verlag.
- Lothane, Z. (2016a). Freud and Minna: Facts and Fiction [Freud e Minna: fatti e finzione]. Journal of the American Psychoanalytic Association, 1237-1254.
- Lothane, Z. (2016b). Sabina Spielrein’s Siegfried and other myths: Facts vs. fictions [Il Sigfried di Sabina Spielrein e altri miti: fatti vs. finzioni]. International Forum of Psychoanalysis, 25: 40-49.
- Lothane, Z. (2017). Freud’s friends and foes: bashers versus critics [Amici e nemici di Freud: oppositori vs. critici]. Swiss Archives of Neurology, Psychiatry and Psychotherapy, 168(4): 115-120.
- Devreese, D., Lothane, Z., Schotte, J. (1998). Schreber revisité [Schreber rivisitato]. Lavoro proposto presso il Centro Culturale di Cérisy-la-Salle, 1993. Louvain: Presses Universitaires de Louvai.